# Roc-A-Fella Presents: Teairra Marí
Roc-A-Fella Presents: Teairra Marí to album, którym w 2005 roku zadebiutowała Teairra. Wydany został 2 sierpnia 2005 roku nakładem wytwórni Roc-A-Fella.
Płyta w pierwszym tygodniu sprzedała się w 69 tys. egzemplarzy. Singel "Make Her Feel Good" znalazł się na 35 miejscu Billboard Hot 100. Nie był często grany w stacji MTV, jednak w stacji BET stał się hitem
Drugi singel "No Daddy" trafił w gust i zajmował czołowe pozycje. Teledysk do singla nie okazał się jednak tak wielkim hitem i zajął 84 miejsce na liście Hot R&B/Hip-Hop Songs. Trzecim singlem promującym płytę był kawałek "Phone Booth". Dodatkowo w Australii wydano nową wersję "Stay In Ya Lane" na której pojawił się australijski raper The Late MC.
Pod koniec roku 2005 płyta rozeszła się w 285 tys. egzemplarzy.

## Lista utworów
| #  | Tytuł                | Producent                        | Współpraca | Czas |
| -- | -------------------- | -------------------------------- | ---------- | ---- |
| 1  | Make Her Feel Good   | Sean Garrett                     |            | 3:46 |
| 2  | No Daddy             | Sean Garrett                     |            | 3:49 |
| 3  | New Sh*t             |                                  |            | 3:00 |
| 4  | Stay In Ya Lane      | Rodney "Darkchild" Jerkins       |            | 3:50 |
| 5  | Act Right            | Bryan-Michael Cox                |            | 4:11 |
| 6  | M.V.P.               | AllStar                          |            | 3:45 |
| 7  | La La                | Sean Garrett                     |            | 3:52 |
| 8  | Get Down Tonight     | Cool & Dre                       |            | 3:41 |
| 9  | Phone Booth          | Sean Garrett & Bryan-Michael Cox |            | 4:39 |
| 10 | Confidential         | Sean Garrett                     |            | 3:04 |
| 11 | Get Up On Ya Gangsta |                                  |            | 3:39 |
| 12 | No Daddy (Remix)     |                                  | Eve        | 3:53 |